# Felipe Zetter
Felipe Zetter Zetter (ur. 3 lipca 1923 w Guadalajarze, zm. 15 marca 2013 tamże) – meksykański piłkarz występujący na pozycji środkowego obrońcy.

## Kariera klubowa
Zetter przyszedł na świat w wielodzietnej rodzinie (miał dziewięcioro rodzeństwa), która przeniosła się do Guadalajary z Irapuato. Opisywany jako utalentowany, silny i obdarzony mocnym charakterem środkowy obrońca, w latach 1943–1951 z sukcesami reprezentował barwy Club Atlas ze swojego rodzinnego miasta. W 1946 roku triumfował z nim w rozgrywkach krajowego pucharu – Copa México, a także wywalczył superpuchar kraju – Campeón de Campeones. W rozgrywkach 1948/1949 zanotował tytuł wicemistrzowski, natomiast w 1950 roku powtórzył osiągnięcia sprzed czterech lat, zdobywając zarówno puchar, jak i superpuchar Meksyku. W sezonie 1950/1951, pełniąc rolę kapitana drużyny, wywalczył za to tytuł mistrza Meksyku, pierwszy i jak dotąd jedyny w historii Atlasu, a zaraz po tym zdobył trzeci już w swojej karierze superpuchar. Jest uznawany za symbol przywiązania do barw klubowych i jedną z największych legend w dziejach Atlasu.

## Kariera reprezentacyjna
W reprezentacji Meksyku Zetter zadebiutował za kadencji selekcjonera Rafaela Garzy Gutiérreza, 4 września 1949 w wygranym 6:0 meczu z USA w ramach eliminacji do mistrzostw świata 1950. 25 września rozegrał jeszcze jeden mecz w kwalifikacjach, z Kubą (3:0). W 1950 roku został powołany przez szkoleniowca Octavio Viala na mistrzostwa świata w Brazylii, gdzie wystąpił tylko w pierwszym spotkaniu, z Brazylią (0:4), a jego kadra narodowa po komplecie trzech porażek zajęła ostatnie miejsce w grupie i odpadła z mundialu już w fazie grupowej. On sam zamknął swój bilans reprezentacyjny na pięciu rozegranych spotkaniach bez zdobytej bramki.
Po zakończeniu kariery pełnił funkcję przedstawiciela swojego byłego zespołu, Club Atlas, w organizacji Clubes Unidos de Jalisco, zrzeszającej kluby piłkarskie z Guadalajary. W latach 1964, 1967 i 1970 był prezesem tego zrzeszenia. Pod koniec życia cierpiał na chorobę Alzheimera, zmarł z przyczyn naturalnych 15 marca 2013 w Guadalajarze w wieku 89 lat. Rozegrane dzień później spotkanie ligowe pomiędzy Atlasem a Santos Laguną zostało ku jego pamięci poprzedzone minutą ciszy. Jego imię nosi jedna z ulic w mieście Zapopan.